# Verwaltungsgemeinschaft Ichenhausen
Die Verwaltungsgemeinschaft Ichenhausen liegt im schwäbischen Landkreis Günzburg und wird von folgenden Gemeinden gebildet:
1. Ellzee, 1218 Einwohner, 14,77 km²
2. Ichenhausen, Stadt, 9160 Einwohner, 34,27 km²
3. Waldstetten, Markt, 1237 Einwohner, 11,13 km²

Sitz der Verwaltungsgemeinschaft ist Ichenhausen.